# Cinara watanabei
Cinara watanabei är en insektsart som beskrevs av Inouye 1970. Cinara watanabei ingår i släktet Cinara och familjen långrörsbladlöss. Inga underarter finns listade i Catalogue of Life.